# Syndrome de Lemierre
 Mise en garde médicale
Le Syndrome de Lemierre ou septicémie post-anginale ou encore nécrobacillose est une maladie rare mais grave causée principalement par la bactérie Fusobacterium necrophorum, qui est la deuxième cause d'angines bactériennes, après les streptocoques hémolytiques du groupe A. 
Son nom fait référence au bactériologiste français André Lemierre ; antérieurement, on l'appelait « la maladie oubliée » en raison de sa rareté, mais elle pourrait être plus commune qu'on le pensait

## Épidémiologie
C'est une maladie devenue rare, puis dont l'incidence a recommencé à augmenter, ou qui n'est peut-être pas aussi rare qu'on le pensait, d'autant qu'il peut en exister des présentations atypiques.
L'augmentation observée depuis quelques années pourrait être liée à l'antibiorésistance et/ou à des changements dans les schémas de prescription d'antibiotiques. 
Selon une revue d'étude (basée sur 84 études répondant aux critères d'inclusion) :
- le rapport homme/femme était de 1: 1,2[2] ;
- les âges variaient de 2 mois à 78 ans selon le études (médiane, 22 ans)[2] ;
- les lieux principaux d'infection étaient les amygdales, le pharynx et la poitrine[2] ;
- Le tableau clinique le plus fréquent est un mal de gorge, suivi d'une masse au cou et d'une douleur au cou[2] ;
- Fusobacterium necrophorum est le microbe le plus fréquemment associé[2] ;
- les traitements anticoagulants et chirurgicaux étaient les plus utilisés[2] ;
- La morbidité était « significative » et la majorité des patients subissent une longue hospitalisation. Taux de mortalité : 5 %[2].

Selon Riordan (2007), dans 10 % des cas, ce syndrome est associé à une mononucléose infectieuse, et il est possible qu'une première infection par un autre germe facilite la colonisation par le Fusobacterium necrophorum ou puisse l'aggraver.
Le mode de contamination est inconnu.

## Diagnostic
Le Syndrome de Lemierre associe fièvre, douleur cervicale et des symptômes pulmonaires. 
Il est aussi caractérisé par :
- une infection oropharyngée récente ;
- des preuves cliniques ou radiologiques de thrombose (thrombophlébite septique plus précisément) de la veine jugulaire interne entrainant des emboles septiques multiples ;
- l'isolement d'agents pathogènes anaérobies, principalement Fusobacterium necrophorum.

Des complications ophtalmologiques sont parfois présentes

## Traitement
La réussite de la prise en charge repose sur la conscience de la maladie, un indice de suspicion élevé et une approche multidisciplinaire du patient, généralement placé sous antibiotiques et sous anticoagulant.